# Spodnji Čačič
Spodnji Čačič je naselje u slovenskoj Općini Osilnici. Spodnji Čačič se nalazi u pokrajini Dolenjskoj i statističkoj regiji Jugoistočnoj Sloveniji. 

## Stanovništvo
Prema popisu stanovništva iz 2002. godine naselje je imalo 0 stanovnika.